# Ina Tadatsugu

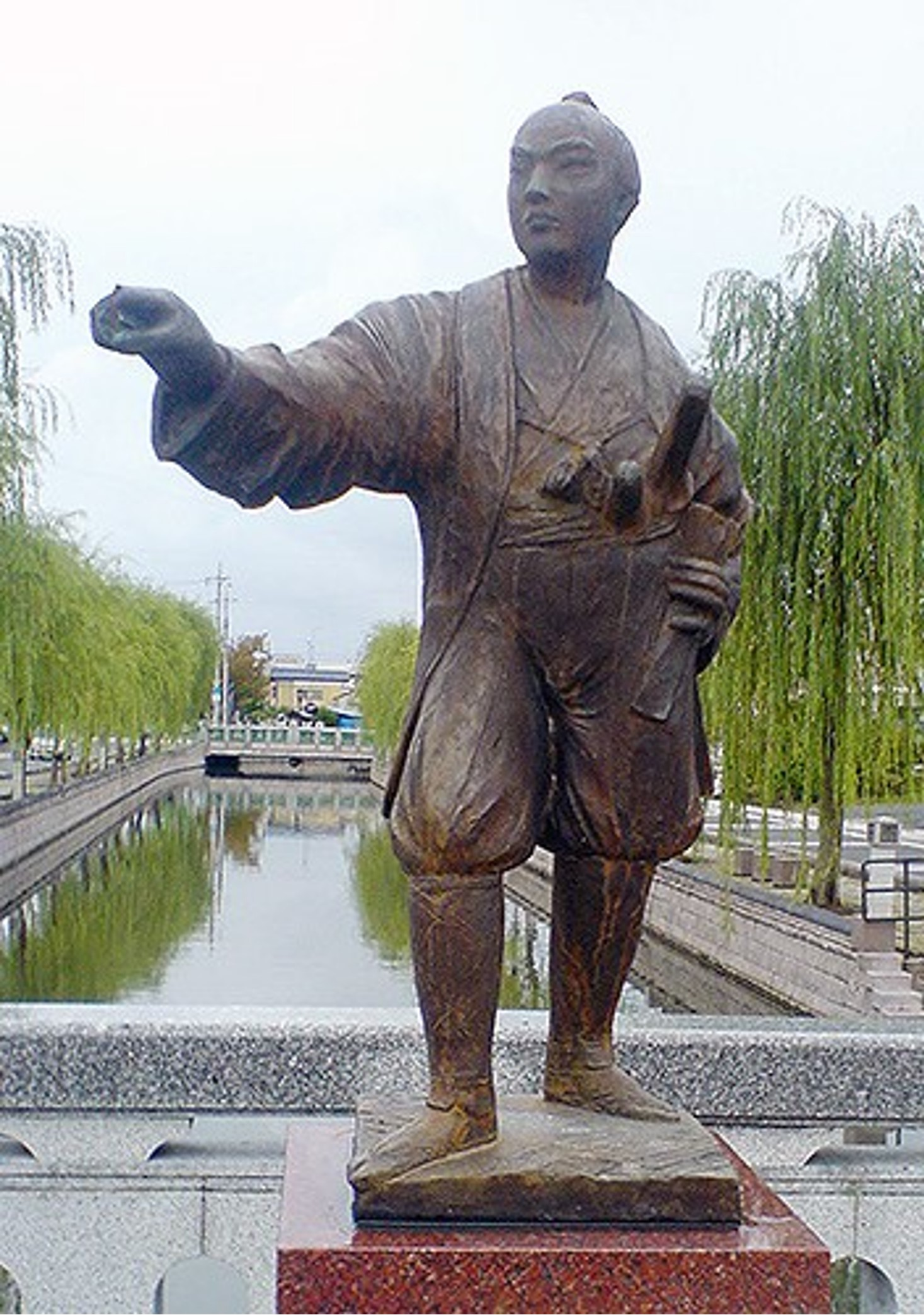
Ina Tadatsugu

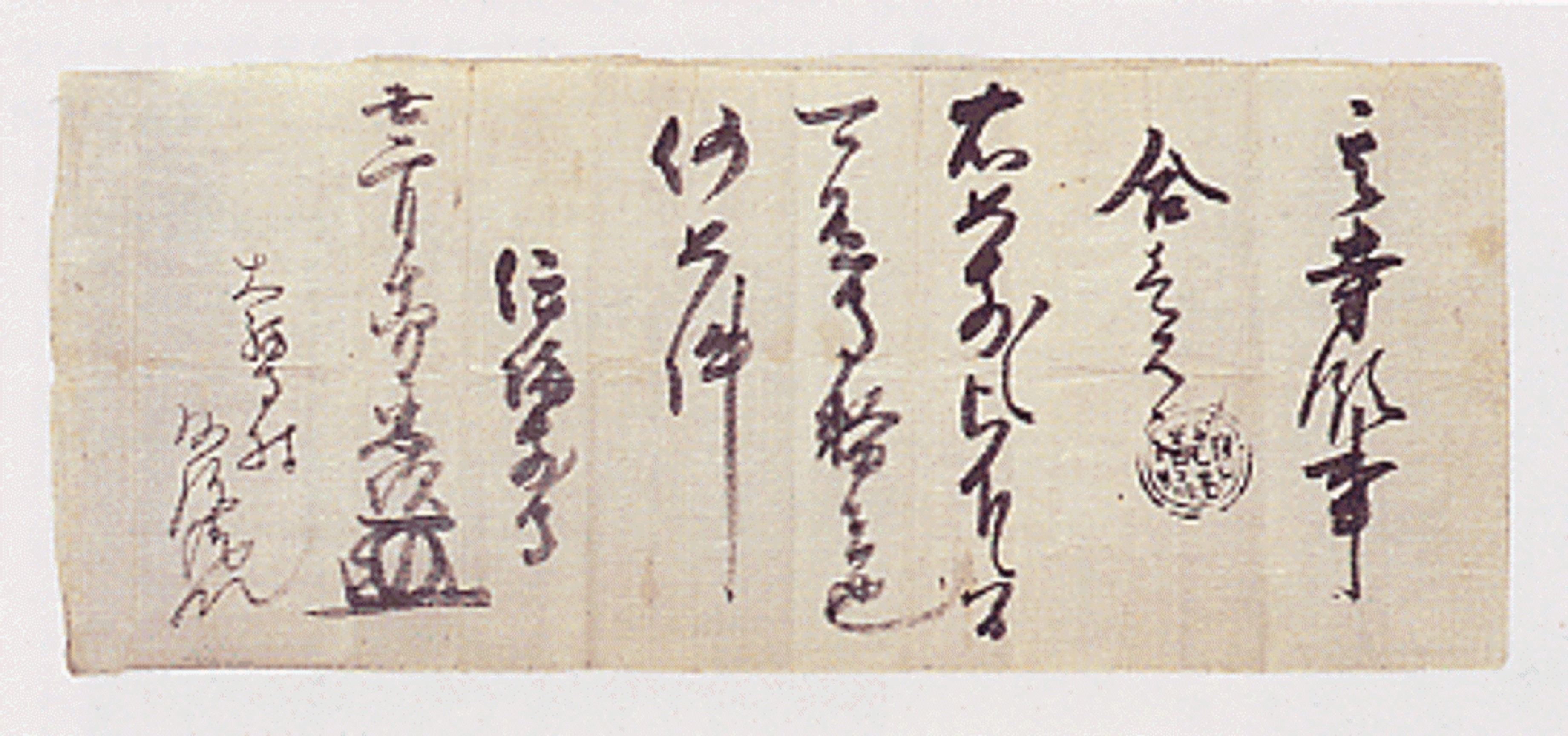
Text von Ina Tadatsugu

Ina Tadatsugu (japanisch 伊奈 忠次; geboren 1550 in Ojima (Provinz Mikawa); gestorben 1. August 1610) war ein wichtiger Verwaltungsbeamter und Vasall des japanischen Schoguns Tokugawa Ieyasu.

## Leben und Wirken
Ina Tadatsugu nannte sich zunächst Kumazō Ietsugu (熊蔵 家次), änderte seinen Vornamen jedoch später in Tadatsugu. Im Jahr 1582 zog er als einfacher Soldat (与力, Yoriki) unter Oguri Yoshitada (小栗 吉忠), einem Pagen von Tokugawa Ieyasu, von Sakai in der Provinz Izumi (heute Präfektur Osaka) in die Provinz Mikawa. 1586 kam er in die Leibwache (近習衆, Kinjushū) von Ieyasu und wurde in die Provinzen Suruga, Tōtōmi, Kai und in andere Gebiete geschickt, um in den Dörfern für Ordnung zu sorgen und Mittel für Tempelgrundstücke zu spenden.
Als Toyotomi Hideyoshi 1690 die Burg Odawara angriff, war Ina für den Bau von Straßen und Brücken sowie den Transport von Soldaten verantwortlich. Im August desselben Jahres erhielt er ein Einkommen von 10.000 Koku und die Gebiete um Komuro (小室) und Konosu (鴻巣) in der Provinz Musashi. Er führte die Oberaufsicht über die Kantō-Region Ieyasus, das über 1.000.000 Koku wert war. Er erzielte große Erfolge in der Zivilverwaltung und der Agrarverwaltung in der Kantō-Region, beispielsweise durch die Durchführung von Landvermessungen, die Entwicklung neuer Reisfelder, die Regulierung von Flüssen, die Entwicklung von Bewässerungskanälen und die Schaffung frühneuzeitlicher Verwaltung in den Dörfern.
Weiter förderte Ina Tempel und Schreine mit Landzuschreibungen, entsandte Dokumente mit Aufträgen (知行宛行書; Chigyo ategai-jo) an die lokalen Herrscher, verbesserte den Transport und kümmerte sich um die Kontrollpunkte (関所) – die Seki – an den Überlandstraßen. Im Jahr 1599 erhielt er den Rang eines „Bizen no Kami“ (備前守). Im folgenden Jahr, 1600, diente er als „Konida-Kommisar“ (小荷駄奉行, Konida bugyō) zuständig für Waffen und Verpflegung in der Schlacht von Sekigahara. Außerdem fungierte er von 1601 bis 1602 als Oberster Kommissar (筆頭奉行, Hittō ōbugy) bei der Umsetzung des Gokaidō-Poststationssystems und legte den Grundstein für das Tenma-System, also die Bereitstellung von Pferden für die reitenden Boten. Im Jahr 1605 wurde er zum engen Berater von Ieyasu auf der Burg Sumpu ernannt, war danach noch mit Flussreparatur, der Zivilverwaltung und der Landwirtschaftsverwaltung in der Kantō-Region und in den Provinzen Tōtōmi und Mikawa betraut. Er starb am 13. Juni 1615 an einer Krankheit und wurde im Tempel Shogan-ji (勝願寺) in Konosu beigesetzt.
Tadatsugus Errungenschaften bestehen darin, dass er den mittelalterlichen Herrschaftsstil des Hōjō-Klans, der auf Land und Leuten der örtlichen wohlhabenden Klasse basierte, durch einen modernen Herrschaftsstil ersetzt hat, bei dem der Tokugawa-Klan Land und Leute direkt kontrollierte. So kann man sagen, dass er eine verdienstvolle Person war, die den Grundstein für die regionale Kontrolle des Edo-Shogunats legte.